# Chanson d'avril
Pour plus de détails, voir Fiche technique et Distribution.
Chanson d'avril (Spring Parade) est un film américain en noir et blanc  réalisé par Henry Koster, sorti en 1940.
Il s'agit du remake du film de 1934 : Spring Parade (en), avec le même scénariste et producteur. Robert Stolz sera nommé aux Oscar pour sa chanson waltzing in the clouds.

## Synopsis
Ilonka Tolnay, jeune fille de la campagne, se rend à la foire de Vienne. Une Tzigane, diseuse de bonne aventure, lui prédit qu'elle rencontrera quelqu'un de très important et qu’elle aura un mariage heureux. Ilonka trouve un emploi d'assistante dans la pâtisserie qui fournit la Maison impériale d'Autriche. Elle rencontre Harry, un tambour de l'armée qui rêve de devenir compositeur, mais qui en est empêché par les règles strictes de l’armée. Pour aider Harry, Ilonka cache une des partitions de valse composée par Henry dans la livraison hebdomadaire de petits pains destinée à l'empereur François-Joseph, qu'elle lui apporte. L'empereur, intrigué, permet alors à Ilonka de chanter en sa présence la valse de Harry. Ravi de la musique et de la performance d'Ilonka, il donne sa bénédiction aux deux jeunes gens pour leur mariage, faisant ainsi s'accomplir la prédiction de la cartomancienne.

## Fiche technique
- Titre original : Spring Parade
- Titre français : Chanson d'avril
- Réalisation : Henry Koster
- Scénario : Ernst Marischka, Bruce Manning et Felix Jackson
- Musique : Charles Previn, Robert Stolz
- Photographie : Joseph A. Valentine
- Montage : Bernard W. Burton (en)
- Producteur : Joe Pasternak
- Société de production et de distributions : Universal Pictures
- Pays de production :  États-Unis
- Langue d'origine : anglais américain
- Format : noir et blanc — pellicule : 35 mm — image : 1,37:1 — son : mono
- Genre : comédie musicale, comédie romantique
- Durée : 89 minutes
- Dates de sortie : 
  - États-Unis : 27 septembre 1940
  - France : 7 mai 1947
- Affiche : René Lefèbvre (France)

## Distribution
- Deanna Durbin : Ilonka Tolnay
- Robert Cummings :  Harry Marten
- Mischa Auer : Gustav
- Henry Stephenson : l'empereur François-Joseph
- S.Z. Sakall : Latislav Teschek
- Billy Lenhart : Max
- Kenneth Brown : Moritz
- Walter Catlett : le maître d'hôtel
- Anne Gwynne : Jenny
- Allyn Joslyn : le comte Zorndorf
- Peggy Moran : l'archiduchesse Irene
- Reginald Denny : Le Major
- Franklin Pangborn : Wiedlemeyer
- Wade Boteler : sergent
- Samuel S. Hinds : Von Zimmel
- Leon Belasco : violoniste
- Frank Austin : client